# Alphonse Massemba-Débat

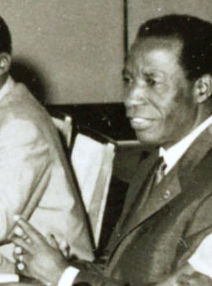
Alphonse Massamba-Débat

Alphonse Massemba-Débat (* 1921 in N'Kollo bei Brazzaville; † 25. März 1977 ebenda) war von 1963 bis 1968 Präsident der Republik Kongo.

## Politiker
Massemba-Débat, der ursprünglich Lehrer war, gehörte zum linken Flügel von Fulbert Youlous Einheitspartei Union Démocratique de la Défense des Intérêts Africains (UDDIA). 1960 bis 1961 war er Parlamentspräsident. Nach dreitägigen schweren Unruhen, später Les Trois Glorieuses genannt, wurde Präsident Youlou am 15. August 1963 durch einen Militärputsch gestürzt und Massemba-Débat wurde Chef einer Übergangsregierung.

## Präsident
Nach der Proklamation einer neuen Verfassung wurde er am 19. Dezember 1963 Präsident. Sein Premierminister wurde Pascal Lissouba. Während seiner Amtszeit vertrat er in der Wirtschaftspolitik einen gemäßigten Sozialismus, ansonsten blieb er bei dem autoritären System seines Vorgängers. Im Februar 1964 entschied er als erster Führer des frankophonen Afrika die Volksrepublik China anzuerkennen, was letztere mit Entwicklungshilfe honorierte.
Anfang 1965 hatte er Ernesto Che Guevara zu Gast, der zu dieser Zeit ohne rechten Erfolg gemeinsam mit Laurent-Désiré Kabila im benachbarten Kongo-Léopoldville wirkte und Brazzaville als Nachschubbasis nutzen durfte. Die etwa 600 im Lande anwesenden Kubaner halfen Mitte 1966, einen Putsch gegen Massemba-Débat abzuwehren.
Die bisherige Einheitspartei UDDIA ersetzte er 1966 durch eine neue mit dem Namen Mouvement National de la Révolution (MNR). Ein weiterer Putsch beendete am 4. September 1968 auch seine Amtszeit, die auf ihn folgende Militärjunta orientierte sich verstärkt an der Sowjetunion.

## Tod
Nach der Ermordung seines Nachfolgers, des Präsidenten Marien Ngouabi am 18. März 1977 wurde ihm eine Verwicklung in den Mord vorgeworfen. Kurz darauf wurde er ohne Prozess hingerichtet.